# Čuonjáláddot
Čuonjáláddot är en sjö i kommunen Enare i landskapet Lappland i Finland. Sjön ligger 312,5 meter över havet. Arean är 35 hektar och strandlinjen är 5,03 kilometer lång. Sjön  ingår i Pasvik älvs huvudavrinningsområde.   Den ligger omkring 230 kilometer norr om Rovaniemi och omkring 930 kilometer norr om Helsingfors. 